# سگ وحشی (فیلم ۲۰۲۱)
سگ وحشی (انگلیسی: Wild Dog) فیلم اکشن و دلهره‌آور هندی به زبان تلوگو محصول سال ۲۰۲۱ به کارگردانی و نویسندگی آهشور سولومون با بازی آکینی ناگرجونا، دیا میرزا، سایامی کر و آتول کولکارنی است. این فیلم شامل بسیاری از حوادث تروریستی در هند است، از جمله انفجار بمب در حیدرآباد در سال ۲۰۰۷ و دستگیری یاسین باتکال. سگ وحشی در ۲ آوریل ۲۰۲۱ در سینما اکران شد و بازخوردهای مثبتی دریافت کرد.

## ساخت
فیلمبرداری در حیدرآباد و گوا به مدت ۲۰ روز انجام شد، تقریباً ۷۰٪ از فیلمبرداری تا فوریه ۲۰۲۰ کامل شد، قبل از اینکه به دلیل همه‌گیری کووید ۱۹ در هند متوقف شود. فیلمبرداری در سپتامبر ۲۰۲۰ از سر گرفته شد، پس از فیلمبرداری سکانس‌های مهم در له و جامو، سرانجام تصویربرداری اصلی در نوامبر ۲۰۲۰ به پایان رسید.